# Хозяйка детского дома
«Хозяйка детского дома» — советский двухсерийный телевизионный фильм, мелодрама режиссёра Валерия Кремнёва. Премьера состоялась 30 января 1984 года.

## Сюжет
Александра Ивановна Ванеева руководит детским домом уже около 20 лет. Талантливый педагог и руководитель, она каждый день сталкивается со сложными жизненными ситуациями, в которые попадают её сотрудники и дети. Примерно за три года до описываемых в фильме событий Александра поселила у себя своего бывшего воспитанника Сергея Петренко. Сергей теперь учится в институте и собирается жениться. В то же время в детдом приходит Ксения Рябцева и просит у Александры взять её на работу кем угодно, но причины раскрывать отказывается (до этого она работала на фабрике с хорошим окладом). Александра всё же берёт её на должность нянечки, так как при подборе кадров в первую очередь смотрит на умение общаться с детьми и только потом уже на профессиональные навыки, и понимает, что не прогадала: Ксения не только старательно выполняет свою работу, но и великолепно ладит с детьми.
Через некоторое время Ксения спрашивает у Александры, бывали ли в её практике случаи, когда родители отказывались от своих детей, а потом пытались восстановить свои права над ними, а ещё через некоторое время она признаётся Александре, что является биологической матерью Сергея. Выясняется, что с его отцом она никогда не была расписана и что тот вовсе не хотел ребёнка, а Ксения, будучи очень молодой, побоялась сделать аборт. Рассчитывая уговорить его отца, она временно сдала сына в детский дом, но тут его отец подался на заработки далеко на восток, и Ксения, которая слишком его любила, в итоге отказалась от сына и поехала вместе с ним. В конечном итоге у неё хватило внимательности понять, что он её не любит, и она вернулась в Москву, но забрать сына не могла, потому что не имела жилья. Через какое-то время у неё случился роман с вдовцом, который прописал её к себе, и которому она собиралась рассказать всё, но меньше чем через год после начала их отношений у него случился инфаркт, и он умер, оставив Ксении квартиру с приличным имуществом. После похорон Ксения поняла, что у неё скопилось слишком много нерастраченной на сына любви.
Александра настоятельно советует Ксении молчать и вернуться обратно на фабрику, потому что ничего уже не исправить, но всё же раскрывает Сергею правду. Его реакция — нежелание признавать Ксению матерью. Тем не менее в день его свадьбы Александра всё же уговаривает его зайти к Ксении домой, непрозрачно намекая, что он должен научиться прощать даже её.
Фильм сопровождает побочная сюжетная линия, в которой Александре предлагает руку и сердце давно любимый ею человек Семён Потапов. Он также делает заманчивое предложение бросить нервную должность и уехать с ним в другой город, где её ждёт более высокооплачиваемая и спокойная работа. Долг и призвание не отпускают хозяйку детского дома — она нужна своим воспитанникам.

## В ролях
- Наталья Гундарева — Александра Ивановна Ванеева, директор детского дома
- Любовь Соколова — Мария, преподаватель труда в детском доме
- Владимир Шевельков — Сергей Петренко, приёмный сын Ванеевой
- Екатерина Дронова — Лариса, воспитательница в детском доме
- Людмила Полякова — Ксения Рябцева, родная мать Сергея
- Елена Фетисенко — Нина Петровна Махова, воспитательница в детском доме
- Ярослав Есиновский — Славик Ромашов
- Анна Исайкина — Ирина, невеста Сергея
- Константин Григорьев — Семён Потапов
- Валерий Баринов — Борис Максимов
- Наталья Рудная — Елена Максимова
- Владимир Заманский — Матвей Семёнович
- Светлана Садковская — мама Лены Пономаренко
- Александр Хотченков — шофёр в детском доме
- Любовь Омельченко — Валентина, медсестра в детском доме
- Алла Котельникова — завхоз в детском доме
- Евгений Быкадоров — народный заседатель
- Виктория Духина — Карпушина
- Лев Борисов — Иван Филиппович
- Ира Кособуцкая — Оля Макеева
- Владимир Васильев — Андрей Михайлович
- Наталья Кочетова — Татьяна Ромашова
- Нина Палладина — соседка Ромашовых
- Татьяна Пивоварова — народный заседатель
- Ираида Солдатова —  бабушка Пети Филипповского

## Съёмочная группа
- Режиссёр: Валерий Кремнёв
- Сценаристы: Виктор Ольшанский, Иосиф Ольшанский
- Оператор: Владислав Ефимов
- Композитор: Юрий Саульский

## Производство
Съёмки проходили в реальном московском детском доме № 50 (сегодня школа № 1865), поэтому детскую массовку изображали его реальные воспитанники — на момент съёмок большинство из них были сиротами при живых родителях. Съёмочная группа испытывала большие трудности, работая в этом заведении — нередко бывали случаи, когда актёры вступали в контакт с его воспитанниками и в итоге порождали у последних сильную привязанность к ним.
Людмила Полякова придерживалась методики попытаться прочувствовать свою героиню во время читки сценария, а не репетиций, и поэтому уговорила Валерия Кремнёва позволить снимать её самые эмоционально напряжённые сцены с одного, максимум с двух дублей, так как она считала, что с последующими дублями уже не сможет отыграть их хорошо. Наталья Гундарева приветствовала такую методику. Текст речи, которую Александра произносит на заседании в конце первой серии, где призывает собравшихся обратить внимание на то, что в их стране слишком много сирот, Наталья Гундарева запомнила после первого же прочтения, потому что она разделяла в данной сцене мысли своей героини. Массовку в данной сцене изображали реальные директора и преподаватели школ Фрунзенского района Москвы — справа от Гундаревой сидит тогдашний директор средней школы №698, ветеран Великой Отечественной, Алексей Алексеевич Агарёв.

## Фестивали и награды
- 1985 — XI Всесоюзный фестиваль телевизионных фильмов — Большой (главный) приз[1]